# هاشم أباد (زرين دشت)
هاشم أباد (بالفارسية: هاشم‌آباد) هي قرية ومستوطنة تقع في إيران في قسم زرين دشت الريفي. يقدر عدد سكانها بـ 213 نسمة .